# Gevlekte bunzing
De gevlekte bunzing of tijgerbunzing (Vormela peregusna) is een roofdier uit de familie der marterachtigen (Mustelidae). De wetenschappelijke naam van de soort werd voor het eerst geldig gepubliceerd door Johann Anton Güldenstädt in 1770.

## Beschrijving
Hij heeft een gelige tot witte vacht met donkere bruinzwarte vlekken, strepen en spikkels. Zijn borst, poten, buik en keel zijn donker, evenals het puntje van zijn borstelige staart. Een brede witte band loopt van wang tot wang, boven zijn ogen langs, en hij heeft een donker gezichtsmasker, terwijl zijn snuit weer wit is. Verder hebben zijn grote ronde oren een witte rand. Waarschijnlijk is deze vacht een waarschuwing: bij gevaar zorgt de gevlekte bunzing ervoor dat zijn vacht zo indrukwekkend mogelijk lijkt. Hij gooit dan zijn kop in zijn nek, zet zijn staartharen op en krult deze naar voren, over zijn rug. Ook ontbloot hij zijn tanden, maakt blaffende geluiden en lange krijsen, en leegt hij zijn anale klieren, die een zeer stinkende geur voortbrengen.
Zijn kop-romplengte is 27 tot 38 centimeter, met een staart van 12 tot 22 centimeter en een gewicht van 265 tot 520 gram (soms tot 715 gram).

## Gedrag en leefgebied
De gevlekte bunzing is een echte steppebewoner. Hij heeft een voorkeur voor droge, boomloze vlakten, maar kan in een groot areaal aan leefgebieden voorkomen, van halfwoestijnen en akkers tot bossen tot drasland.
Over het algemeen is het een schemeringsdier. 's Avonds komt hij tevoorschijn, waarbij hij zich met korte sprongetjes voortbeweegt. Af en toe stopt hij en gaat hij op zijn achterpoten zitten (soms staan) om rond te kijken. Zijn belangrijkste prooien zijn knaagdieren als hamster (Cricetus cricetus), siesel (Spermophilus citellus) en gevlekte soeslik (Spermophilus suslicus), die hij ook in hun ondergrondse tunnels vangt, maar ook andere kleine gewervelden, als kikkers, hagedissen en andere reptielen en vogels, worden gegeten, evenals insecten. Soms eet hij ook plantaardig voedsel, als vruchten en gras. De gevlekte bunzing legt voorraden aan.
De gevlekte bunzing is een solitaire soort die agressief is tegenover soortgenoten, maar de leefgebieden van individuen overlappen vaak, en in gevangenschap kunnen de dieren zonder problemen in groepen worden gehouden. Hij huist in een uitvergroot hol van een knaagdier, waar hij een slaapkamer in aanlegt.

## Voortplanting
In april tot juni is de paartijd. Net als vele andere marterachtigen kent de gevlekte bunzing een verlengde draagtijd, waarbij de ontwikkeling van de embryo's enige tijd stopt. De draagtijd is 23 à 45 dagen, maar door de verlengde draagtijd worden de jongen pas na 8 tot 11 maanden geboren, in januari tot maart. De slaapkamer in het hol is bedekt met gras als de 3 tot 8 (soms 1-2) jongen worden geboren. Na 50 tot 54 dagen worden de jongen gespeend, en na 61 tot 68 dagen verlaten ze het nest.
Vrouwtjes zijn seksueel volwassen na drie maanden, mannetjes na een jaar. Het vrouwtje zorgt voor de jongen, maar er zijn verhalen dat het mannetje ook meehelpt met de zorg. Gevlekte bunzings kunnen 9 jaar oud worden in gevangenschap.

## Verspreiding
De soort komt voor in het zuidoosten van Europa, Klein-Azië, de Zuidelijke Kaukasus, de Levant, Centraal-Azië, het noorden van China en Mongolië. Binnen Europa komt de soort voor in het zuiden van Europees Rusland, het uiterste oosten van Oekraïne, Roemenië, Servië, Montenegro, Noord-Macedonië en Bulgarije. Uit grote delen van Oekraïne verdwenen en geldt ook in de Balkan als achteruitgaand.

## Status
De Europese ondersoort wordt door de Rode Lijst van de IUCN als kwetsbaar beschouwd. De belangrijkste oorzaak voor zijn achteruitgang is waarschijnlijk de aantasting van de Europese steppen, die steeds meer in cultuur worden gebracht, en de achteruitgang van steppeknaagdieren als hamsters en soesliks, zijn belangrijkste voedselbron. Ook het gebruik van pesticides en aanrijdingen doden veel gevlekte bunzingen. Vroeger werd er ook op de gevlekte bunzing gejaagd voor zijn vacht.